# Mahaban (ciutat)
Mahaban és una ciutat i nagar panchayat al districte de Mathura a Uttar Pradesh, a 27° 26′ N, 77° 45′ E / 27.43°N,77.75°E prop de la riba esquerra del Jumna. Segons el cens del 2001 tenia 8.608 habitants. El 1901 la població era de 5.523 habitants. La tradició diu que Krixna (Krishna) va viura a Mahaban en la seva infantesa. Hi ha un pati cobert dividit en quatre parts per 5 fileres de 16 pilars ricament decorats anomenat Assi Khamba (Vuitanta Pilars) que es diu que fou el palau de Nanda, el qual va adoptar a Krishna i li va donar a la seva pròpia filla. L'edifici havia desaparegut però fou reconstruït en temps d'Aurangzeb amb antics materials per servir com a mesquita. Localment s'esmenta com Chhatthi Palna, o LLoc del Chhatthi Puja (Lloc del sisè dia de pregària) 

## Història
Apareix per primer cop a la història el 1018-1019 quan va compartir la sort de la veïna Mathura (Muttra) i fou saquejada per Mahmud de Gazni. El príncep hindú local es diu que quan ho va veure tot perdut va matar a la seva dona i fills i es va suïcidar. Segons una inscripció, un temple fou erigit aquí el 1151 en el regnat d'un tal Ajayapala de dinastia incerta. El 1234 un escriptor contemporani esmenta Mahaban com quarter de l'exèrcit imperial enviat per Shams ad-Din Iltutmish (1211-1236) contra Kalinjar. Baber hi fa una referència casual el 1526. El 1804 Jaswant Rao Holkar després de ser derrotat a Farrukhabad va fugir cap al Doab per un gual del riu prop de la ciutat. A un parell de km hi ha el poble de Gokul, residència del fundador de la secta Vallabhacharya, i quarter general de l'organització. Sota domini britànic va pertànyer al districte de Mathura (anomenat aleshores generalment com a Muttra) dins les Províncies del Nord-oest després Províncies Unides d'Agra i Oudh.